# Poppler
Poppler è una libreria per la visualizzazione di documenti PDF, mantenuta da freedesktop.org. È basato su Xpdf.  Il suo nome deriva dai Popplers (Scrocchiazzeppi nella versione italiana) dell'episodio Il cibo parlante della serie animata Futurama.

## Storia
Il progetto è iniziato da Kristian Høgsberg che aveva in mente due obiettivi:
1. Fornire funzionalità di rendering/visualizzazione PDF come una libreria software condivisa, al fine di centralizzare e unificare lo sforzo di manutenzione
2. Andare oltre gli obiettivi e le funzioni di Xpdf, e l'integrazione con le funzionalità fornite dai moderni sistemi operativi

Poppler stesso è un fork di Xpdf-3.0, visualizzatore PDF sviluppato da Derek Noonburg di Glyph and Cog, LLC.

## Funzionalità
Poppler può usare due back-ends per visualizzare documenti PDF: Cairo e Splash.  Le funzionalità dipendono da quale back-end è utilizzato. Un back-end sviluppato da terze parti basato sulle librerie grafiche Qt4: il framework di disegno "Arthur" è disponibile, ma incompleto e non più sotto sviluppo attivo..
Binding (associazioni) esistono per Glib, Qt3, e Qt4, che forniscono interfacce per il backend Poppler, anche se i binding Qt3 e Qt4 supportano solo il backend Splash. C'è un patchset (piccole correzioni software) disponibile per aggiungere il supporto per il backend Cairo per i binding basati sulle librerie grafiche Qt4, ma il progetto Poppler attualmente non desidera integrare la funzione nella libreria in sviluppo..
Alcune caratteristiche dei backend sono i seguenti:
- Cairo. Anti-aliasing di grafica vettoriale, e trasparenza degli oggetti. Cairo non crea facilmente le immagini bitmap come i documenti scansionati. Cairo non dipende dal sistema X Window System, così Poppler può funzionare su piattaforme software che non usano un server X, come Windows o Mac OS.
- Splash. Supporta filtri per Texture, Mipmapping per immagini bitmap.[6]

Poppler è dotato di un backend di rendering del testo, nonché, richiamabile da riga di comando, dell'utility pdftotext. È utile per la ricerca di stringhe di testo da riga di comando in un file PDF, usando l'utility grep, ad esempio.
Esempio:
```
   
pdftotext
 
file.pdf
 
-
 
|
 
grep
 
string

```

Dalla versione 0.9.0, Poppler supporta documenti interattivi utilizzando JavaScript.

### Funzionalità in sviluppo
- supporto Full annotation. Non si tratta di "aggiunta di note"; attualmente è possibile solo la modifica delle annotazioni esistenti.[9] Il team dell'applicazione Evince ha discusso di questo argomento.[10][11]
- supporto Form-editing (compilazione maschere inserimento dati) in pre-release. Supporto per salvare moduli PDF compilati in un file.

## Programmi che utilizzano Poppler
- Evince - librerie frontend GTK+
- kat: http://kat.sourceforge.net/ - librerie frontend Qt
- kde pdf kfile plugin: https://websvn.kde.org/trunk/KDE/kdegraphics/kfile-plugins/pdf/[collegamento interrotto] - librerie frontend Qt
- PopplerKit GNUStep/Cocoa frontend: http://svn.gna.org/viewcvs/gsimageapps/trunk/Frameworks/PopplerKit/[collegamento interrotto] - librerie frontend nessuna
- Vindaloo (software): https://web.archive.org/web/20160130145938/http://svn.gna.org/viewcvs/gsimageapps/trunk/Applications/Vindaloo/ - librerie frontend PopplerKit
- Sumatra PDF - librerie frontend nessuna
- ePDFView: https://web.archive.org/web/20080410023445/http://trac.emma-soft.com/epdfview/ - librerie frontend GTK+